# Golf na Letniej Uniwersjadzie 2017
Golf na Letniej Uniwersjadzie 2017 – zawody golfowe rozegrane podczas letniej uniwersjady w dniach 24–26 sierpnia na polu Sunrise Golf & Country Club. W rywalizacji wzięło udział 127 zawodników z 33 państw. Medale zostały rozdane w czterech konkurencjach.

## Medaliści
Mężczyźni
| Konkurencja         | Złoto                    | Srebro      | Brąz            |
| Zawody indywidualne | Raul Pereda de la Huerta | Kazuki Higa | Liu Yung-hua    |
| Zawody indywidualne | Raul Pereda de la Huerta | Kazuki Higa | Yu Chun-an      |
| Zawody drużynowe    | Japonia                  | Meksyk      | Chińskie Tajpej |

Kobiety
| Konkurencja         | Złoto             | Srebro          | Brąz             |
| Zawody indywidualne | Mariel Galdiano   | Chen Hsu-an     |                  |
| Zawody indywidualne | Mariel Galdiano   | Hou Yu-sang     |                  |
| Zawody drużynowe    | Stany Zjednoczone | Chińskie Tajpej | Korea Południowa |

## Klasyfikacja medalowa
| Miejsce | Reprezentacja     | Złoto | Srebro | Brąz | Razem |
| ------- | ----------------- | ----- | ------ | ---- | ----- |
| 1.      | Stany Zjednoczone | 2     | 0      | 0    | 2     |
| 2.      | Japonia           | 1     | 1      | 0    | 2     |
| 2.      | Meksyk            | 1     | 1      | 0    | 2     |
| 3.      | Chińskie Tajpej   | 0     | 3      | 3    | 6     |
| 4.      | Korea Południowa  | 0     | 0      | 1    | 1     |